# 이수길 (축구 선수)
이수길(李秀吉, 1979년 4월 9일 ~ )은 대한민국의 축구 선수이며 포지션은 수비수이다. 현재 대한민국 K리그 챌린지 수원 FC에서 활약하였고, 2013년 11월 24일 경기를 끝으로 현역선수를 은퇴하고 지도자 수업을 받고있다.

## 축구인 경력

### 선수 경력
2002년 포항 스틸러스에 입단하였으며 2003년 실업축구 리그 내셔널리그에 새로이 참가하게 된 신생팀 수원시청으로 이적하였다.
2013년 프로화된 수원 FC가 K리그 챌린지에 참가하게 되어 11년 만에 프로 무대에 복귀하게 되었다.
2013년 11월 24일 K리그 챌린지 34라운드 부천전을 끝으로 현역선수생활을 은퇴하였다.